# Labastidette
Labastidette (em occitano:  La Bastideta) é uma comuna francesa na região administrativa da Occitânia, no departamento do Alto Garona. Estende-se por uma área de 6.27 km², com 2.809 habitantes, segundo o censo de 2018, com uma densidade de 450 hab/km².